# Пелешенко Владислав Геннадійович
Владисла́в Генна́дійович Пелеше́нко (позивний «Корд»; 7 липня 1995 — 6 липня 2023, Жереб'янки, Запорізька область) — український військовослужбовець, сержант, розвідник Головного управління розвідки Збройних сил України, учасник російсько-української війни. Герой України (2024, посмертно).

## Життєпис
Владислав Пелешенко народився 7 липня 1995 року.
Навчався в Красненській середній школі, Обухівській загальноосвітній школі № 1 імені А. Малишка. Заочно закінчив Національний університет фізичного виховання і спорту України.
Учасник Революції гідності. З початком російської агресії на сході України в складі Національної гвардії України виконував бойові завдання в зонах АТО/ООС.
Під час широкомасштабного російського вторгнення учасник боїв за Київщину. Від вересня 2022 року служив командиром тактичної групи Головного управління розвідки. Як розвідник Владислав виконував операції в окупованому Енергодарі, на острові Зміїному, в районі Каховської ГЕС, на Охтирському напрямку.
Загинув 6 липня 2023 року біля с. Жереб'янки на Запоріжжі.
Похований 2 грудня 2023 року на Алеї героїв на Берковецькому кладовищі.

## Нагороди
- звання Герой України з удостоєнням ордена «Золота Зірка» (8 травня 2024, посмертно) — за особисту мужність і героїзм, виявлені у захисті державного суверенітету та територіальної цілісності України, самовіддане служіння Українському народу;
- почесний громадянин міста Обухова (2024, посмертно).